# Salamandra (film)
Salamandra je argentinský dramatický film, který natočil Pablo Agüero podle vlastního scénáře. Premiéru měl na Filmovém festivalu v Cannes dne 21. května 2008. V Česku měl premiéru o rok později na Febiofestu. Děj filmu se odehrává ve městě El Bolsón, které bylo v šedesátých letech centrem argentinských hippies. Inti žije se svou babičkou v San Juan; později jej však jeho matka, která byla propuštěna z vězení, odvezla k otci v El Bolsónu. Ve filmu hrají například Dolores Fonzi a John Cale. Natáčení filmu probíhalo v Patagonii v roce 2007. Film je založen na skutečných událostech, které sám režisér v dětství prožil.
Během závěrečných titulků John Cale zpívá za doprovodu Pequeña orquesta reincidentes píseň „Naranjo en flor“.